# Seututie 210
Pour les articles homonymes, voir Route 210.
La route régionale 210 (finnois : Seututie 210) est une route régionale allant de Loimaa à Eura en Finlande,.

## Description
La route régionale 210 est une route régionale d'une longueur de 67 kilomètres.
La route part de la route régionale 213 à Hirvikoski dans la municipalité de  Loimaa, elle traverse d'abord la rivière Loimijoki et son affluent Niinijoki à Hurskala.
Elle continue vers Oripää, où elle traverse le fleuve Aura et croise la route principale 41.
Dans l'ouest d'Oripää, la route traverse la rivière Yläneenjoki, la longe, et la traverse encore deux fois à Pöytyä.
À Yläne, la route croise la route régionale 204, traverse la rivière Yläneenjoki pour la quatrième fois et longe la rive du lac Pyhäjärvi à Säkylä, d'abord à Yläne, puis à Kolva.
Ensuite, la route entre dans la municipalité d'Eura, d'abord dans le village d'Honkilahti, puis d'Hinnerjoki, traverse un bras de la rivière Lapinjoki et rejoint la route principale 43.

## Parcours
- Hirvikoski, Loimaa
- Oripää (18 km)
- Yläne, Pöytyä (39 km)
- Honkilahti, Eura (58 km)
- Hinnerjoki, Eura (67 km)